# Jacques Marie Eugène Godefroy Cavaignac
Jacques Marie Eugène Godefroy Cavaignac (Párizs, 1853. május 21. – Flée, 1905. szeptember 24.) francia politikus, Louis Eugène Cavaignac fia, Jean-Baptiste Cavaignac unokája.

## Élete
Már tanulókorában magára vonta a közfigyelmet, amikor 1867-ben, tanulmányai befejezése után a nyilvános díjkiosztásnál a császári herceg kezéből díjat elfogadni vonakodott. Cavaignac részt vett az 1870-71-es háborúban és ezután a műegyetemet látogatta, később pedig jogot tanult. Azután tisztviselői állást vállalt. 1882-ben Saint-Calaisban a képviselőházba választották és 1885-ben Henri Brisson kabinetjében a hadügyminisztériumban másodállamtitkár lett. Cavaignac a mérsékelt köztársaságiakhoz tartozott és különösen a nemzetgazdasági ügyekkel foglalkozott. 1892 márciusában belépett a Émile Loubet kormányába, amelyben a tengerészeti tárcát vállalta el, de önfejű, dacos és parancsoló magatartása következtében csakhamar viszályba keveredett a képviselőházzal, mely a július 4 és 11-e között a Béhanzin dahomey-i király ellen folyó háború költségei fejében kért póthitel (40 millió frank) fölötti vita alkalmával a miniszter felvilágosítását nem találta kielégítőnek és a hadihajóknak Dodds ezredes parancsnoksága alá történt rendelését sem helyeselte. Cavaignac erre beadta lemondását (Burdeau lett utóda). 1893 elején azonban a Panama-botrány viharos napjaiban Cavaignac megint előtérbe lépett. Maurice Rouvier miniszterrel szemben azt hangsúlyozta, hogy köztársasági kormánynak nincsen szüksége rendelkezési alapra meg választási költségekre és a következő napirendet inditványozta: «a kamara elvárja, hogy a minisztérium a képviselőházat a korrupció kiirtásában támogatni fogja», mely indítványt a képviselőház 446 szavazattal 3 ellenében elfogadta. E határozat, melyet az ország minden községében kifüggesztettek, teljesen megingatta a Ribot-Rouvier-kormányt, amely nehány héttel később meg is bukott. A mérsékelt köztársasági párt soraiban e nagy tehetségű, tiszta jellemű politikus oly befolyásnak örvendett, hogy elnökjelöltként is emlegették. Julius 9-én a Sarthe départementban tartott két rendbeli beszámoló- és egyúttal programm-beszédét nagy tetszéssel fogadták választói.